# Decitre
Decitre es una librería fundada en 1907 en Lyon por Henri Decitre y adquirida en enero de 2019 por la compañía Furet du Nord. Con sede principal en Lyon, el grupo dispone de 11 librerías. En ellas se comercializa una gama amplia de productos: libros, guías, mapas, libros digitales, papelería en general, productos de diseño, ocio y juegos. Desde 1997, el grupo se lanza a la venta en una página web de comercio online conocida como Decitre.fr.

## Historia
En 1907, Marius Bassereau y Henri Decitre compran una pequeña librería creada en 1850, la Librería del Sacré-Cœur. La primera idea era dedicarse a libros religiosos. En 1958, la librería se agranda y se diversifica. 
En 1997, el grupo lanza la web de comercio online decitre.fr. En 2005, el grupo Decitre abre una octava librería en el centro comercial Part-Dieu, y en 2016 en Annemasse y en Levallois-Perret.
En septiembre de 2007, Pierre Decitre cede la presidencia y la dirección del grupo Decitre a su hijo mayor, Guillaume Decitre.

El 18 de enero de 2019, el grupo Furet du Nord anuncia la adquisición de las librerías del grupo Decitre.

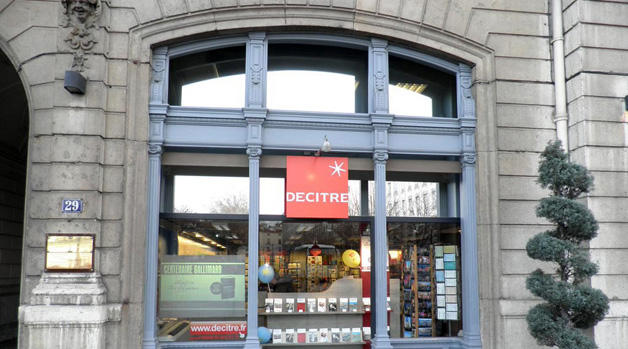
Librería de la plaza Bellecour.
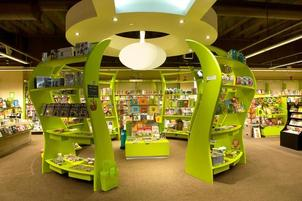
Librería La Part-Dieu.
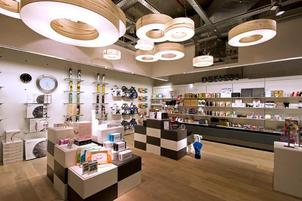
Librería centro comercial Confluence.

## Actividades del grupo
El grupo Decitre cuenta con 10 librerías, con una superficie media de 900 m2, una web de comercio online lanzada en 1997 con más de  1 500 000 obras en venta. Con 1,5 millón de visitantes por mes, Decitre es el primer actor sobre el mercado de las bibliotecas y colectividades en Francia. Decitre propone por otra parte un servicio de alquiler de su base de datos a diferentes clientes al seno de su propiedad de actividad. El grupo ha creado en 2012 una sociedad especializada en la distribución de soluciones y de servicios en torno al libro digital (TEA – Solución digital).